# Amélie Laurence Fortin
Amélie Laurence Fortin née en 1980 à Québec est une artiste multidisciplinaire canadienne. Elle vit et travaille entre Québec et Varsovie.

## Biographie
Elle œuvre dans les champs de la performance, de l'installation, du dessin, etc. Elle a complété un baccalauréat en 2004 ainsi qu’une maîtrise en 2001 à l’École des arts visuels de l’Université Laval. Elle a réalisé plusieurs expositions individuelles et collectives tant au Québec qu'à l'étranger dont les Rencontres de la photographie en Gaspésie (volet publication, 2019), Blind Spot, Rosalux – the Berlin-based art space (2018) et l'exposition Sublime and Repress, Enia Gallery, Athènes (2018). En 2020, il y a l'inauguration d'une œuvre pérenne Welcome Out à la Chambre blanche, inscription datant d'un projet dans ce centre d'artiste en 2005, pendant la Manif d’art.
Elle travaille au centre d'artiste en art actuels Regard, comme chargée de développement.

## Expositions (sélection)
2022 : Sunburst, Mois Multi, Québec
2021 : 
- Two Revolutions Per Minute, STROBOSKOP Art Space, Varsovie, Pologne
- Période de révolution, Installation sculpturale et impressions numériques, Festival Art Souterrain, Montréal[4],[5],[6]

2020 : 
- Le cercle d'Arcadie, Galerie des arts visuels de l'Université Laval, Québec[7],[1]
- Welcome out , Chambre Blanche, Québec[8]
- Open Window, avec Axel Gouala et Eric Schumacher, Galerie Künstlerhaus Bethanien, Berlin, Allemagne[9]

2019 : 10x, et Planète 9, « Si petits entre les étoiles, si grands près du ciel », Manif d'art 9 - Biennale de Québec, à la Chambre Blanche, Québec
2018 : Sous les soleils / Under the suns, Axenéo7, Gatineau
2014 : Le paysage miraculeux, Sporobole, Sherbrooke
2012 : Exploit, VU, Québec
2010 : Triomphe, « catastrophe ? quelle catastrophe ! », Manif d'art 5 - Biennale de Québec, Québec